# 曹圣洁
曹圣洁（1931年5月—），女，祖籍江苏宜兴，生于上海，中国牧师，中国基督教协会第一、二届副总干事、第三、四届副会长，中国基督教协会第五届会长兼总干事，中国基督教三自爱国运动委员会第八届、中国基督教协会第六届咨询委员会主任。

## 生平
1931年5月，曹圣洁出生于中国上海的一个基督徒家庭。10岁起担任教会司琴，养父去世后，她靠做钢琴家教和奖学金读完高中。1950年考入中华圣公会中央神学院（1952年并入金陵协和神学院）。1953年毕业后曹圣洁回到上海，任北京西路圣公会圣彼得堂传道，主要从事青年工作、诗班工作。1958年，圣彼得堂被合并到怀恩堂，她继续在怀恩堂任传道，后来被按立为牧师。1962年，曹圣洁被调入中国基督教三自爱国运动委员会任秘书，在“三自”发起人吴耀宗身边工作。1966年，文革爆发，曹圣洁与许多传道人一样，受到冲击。
1980年代，怀恩堂复堂，曹圣洁回到三自爱国教会工作。1997年至2002年任上海市基督教教务委员会主席。1980年代初，郑建业主教和罗竹风筹建上海社会科学院宗教研究所，聘请曹圣洁进入研究所工作，她到浙江等地进行调查研究。
在1992年第五次全国基督教代表会议上，曹圣洁当选为中国基督教协会副会长。2002年5月，在中国基督教第七次全国代表会议上，她当选为中国基督教协会会长。